# Waldemar Bloch
Waldemar Bloch (* 5. Mai 1906 in Wien; † 19. Februar 1984 in Graz) war ein österreichischer Komponist, Pianist und Musikpädagoge.

## Leben
Er übersiedelte bald von Wien nach Graz, seine Schul- und Studienzeit verbrachte er bereits in der Steiermark. Kompositionsstudien betrieb er u. a. bei Roderich Mojsisovics von Mojsvár. Zunächst als Pianist auf Konzertreisen, war er seit 1945 als Lehrer am Steiermärkischen Landeskonservatorium, in der Folge seit 1956 als Professor für Musiktheorie an der Musikakademie, ab 1963 Musikhochschule, in Graz tätig. Er wurde mehrfach geehrt, unter anderem 1957 mit dem Staatspreis für Musik.
Als seine bekanntesten Schüler gelten Franz Koringer, Karl Haidmayer, Viktor Fortin, Johann Täubl, Peter Vujica sowie Hermann Markus Preßl.
Das kompositorische Schaffen Waldemar Blochs umfasst Schauspielmusiken, viele Vokalkompositionen, darunter mehrere Messen und zahlreiche Chöre sowie die szenische Kantate Orpheus (1955); ferner Instrumentalwerke, Klavier-, Kammermusik und zahlreiche Orgelwerke sowie Kompositionen für das Akkordeon. Darüber hinaus verfasste er musiktheoretische Schriften.

## Werke (Auswahl)

### Opern
Sieben Opern, darunter
- Das Käthchen von Heilbronn
- Der Diener zweier Herren (nach Goldoni) – (1962)
- Harpagon (1963)
- Die Hexe (1967)
- Scherz, List und Rache (1969)
- Venezianische Stunde (1969)

### Werke für Akkordeon
- Kleine Tänze
- Inventionen für Cornelia
- Sonatine für Violine und Akkordeon

### Werke für Akkordeonorchester
- Sinfonietta (1. Allegro molto, 2. Andante lento, 3. Presto) – Musikverlag Matthias Hohner 1972

### Werke für Orgel
- Wachet auf, ruft uns die Stimme (Variationen und Fuge)

### Schriften
- Allgemeine Musikkunde
- Tonsatzlehre – Verlag Leykam/Graz 1967